# Месје 26
Месје 26 (М26) је расејано звездано јато у сазвежђу Штит које се налази у Месјеовом каталогу објеката дубоког неба.
Деклинација објекта је - 9° 23' 6" а ректасцензија 18h 45m 15,0s. Привидна величина (магнитуда) објекта М26 износи 8,0. М26 је још познат и под ознакама NGC 6694, OCL 67.